# 賢者の孫
『賢者の孫』（けんじゃのまご）は、吉岡剛による日本のライトノベルおよびそれを原作としたメディアミックス作品。2015年1月より「小説家になろう」にて連載され、同年7月よりそれに修正を加えたものがファミ通文庫（KADOKAWA/エンターブレインブランド）より刊行された。書籍版のイラストは菊池政治が担当している。2025年3月時点で電子版を含めたシリーズ累計部数は860万部を突破している。『なろう』での本編は2022年末に完結、続編として子世代に焦点を当てた『魔王のあとつぎ』が「カクヨム」にて連載中。
『ヤングエース』（KADOKAWA）の増刊誌であるWeb無料漫画雑誌『ヤングエースUP』にてコミカライズ版が連載されており、作画は緒方俊輔が担当。
外伝作品として、マーリンとメリダの若かりしころを描いた『賢者の孫 Extra Story』、メイとクラスメイトの奮闘を描いた『賢者の孫SP おうじょさま奮闘記』、アルティメット・マジシャンズの日常を描いた『賢者の孫SS』が存在する。『Extra Story』は『なろう』にて連載されていたが、書籍化に伴い削除されている。『SP』は小説が初出だが、その後のエピソードをコミカライズ版で描いている。

## あらすじ
魔法が存在する異世界に、とある日本人の青年が転生を果たした。シンと名付けられた彼は、育ての親であるマーリンとメリダの指導と前世の知識を組み合わせ、わずか15歳にして優れた魔法使いへと成長する。しかし、人里離れた森の中で育ったがゆえに肝心の一般常識を身に着けていなかったため、それを危惧したメリダの弟子・ディセウムが王を務めるアールスハイド王国の高等魔法学院へと進学することになる。学院のある王都へ移住したシンは、貴族令嬢のシシリーとマリア、ディセウムの息子で王子のアウグストと関係を深めていくが、人類の敵である「魔人」との戦いに巻き込まれ、成り行きで魔法使いの精鋭チーム「アルティメット・マジシャンズ」を結成し、混迷する世界情勢に関わっていく。

## 登場人物
声はテレビアニメ版の声優。

### 主要人物
シン＝ウォルフォード
声 - 小林裕介、弘松芹香（幼少期）
本作の主人公。前世は現代日本に生きる20代のサラリーマン。考え事をしていて赤信号の横断歩道を渡った結果、車に撥ねられたことによる交通事故で死んでしまう。赤子の頃に魔物に襲われ、一緒にいた家族らしき人物たちは全員死亡、唯一生き残っていたところを泣き声を聞きつけたマーリンに発見・保護される。この際に魔物に襲われたショックで前世の記憶が戻り、1歳にして、精神年齢は20歳以上という形で自我が確立してしまった。成人となる15歳には(単純計算で)精神年齢35歳以上になる。
前世については記憶が朧げで、知識については覚えているが、素性や死因については忘れている。
前世の現代日本の知識があるにも関わらずマナー等の常識が著しく欠けているようにも見えるが、プライベートに限って身内として砕けた態度を望む間柄だけというけじめをつけている(本人はそのつもり)。善良な性格の反面で自分自身の力に対しての危機感の無さや周りの目を気にしないなどの認識の甘さが目立つため、メリダによく叱られている。コミカライズ版の「またオレ何かやっちゃいました?」というセリフが有名になりグッズ化もされている。
魔法以外のことに関心がなく教わろうともしなかったため、15歳の成人になった日に「この世界の常識何も教わってないわ…」と発言している。
前世における空想の産物であった魔法に魅せられ、マーリンから魔法、メリダから魔道具の知識をそれぞれ学んでは、それらを前世の知識と結びつけることにより、祖父母すら超える規格外の魔法や魔道具を日々生み出している。また、幼少期からの鍛錬により、魔法だけでなく剣術をはじめとした体術にも長けている。反面、成人するまでずっと森の奥で暮らしていたことから世間知らずであり、今後を危惧したディセウムの提案でアールスハイド魔法学院に入学した。
「賢者の孫」という経歴と破格の成績で首席入学し、早々に魔人を討伐して叙勲されたことをきっかけとして、仲間たちと共に世界を守るべく戦いに身を投じていく。
詠唱や二つ名は中二病みたいで恥ずかしいために好んでいないが、二度目の叙勲の際に「魔王」（「魔法使いの王」の意）、エカテリーナの発言で「神の御使い」の二つ名を不本意ながら与えられている。
シシリー＝フォン＝クロード→シシリー＝ウォルフォード
声 - 本泉莉奈
本作のヒロイン。クロード子爵家の三女。青い髪に黒い大きな目が特徴の美少女。控えめな性格で、幼馴染のマリアと行動することが多い。その反面、後述するようにきわめて嫉妬深い。
シンとは初対面から一目惚れで両思いの間柄だが、それまでの恋愛経験のなさからなかなか恋心を自覚できず、メリダとマリアの後押しでようやく自覚し、晴れて交際を始めてほどなく婚約する。交際を始めてからはシンへの独占欲が増し、彼が他の女性とスキンシップをとるだけで嫉妬しては、魔力が漏れ出るほどのプレッシャーを浴びせるようになる。
アルティメット・マジシャンズでは主に負傷者の治癒を担当しており、初陣となったスイードでの献身的な治療から「聖女」として崇められている。
魔人王戦役後、シンと結婚してウォルフォード家に嫁入りし、養子となったシルバーを育てつつ学業と任務をこなし高等魔法学院を卒業。結婚から約2年後には第2子のシャルロットを授かり、その3年後にはショーンを授かる。
KADOKAWAが2018年4月から5月にかけて実施した投票企画「KADOKAWAライトノベル ヒロイン総選挙」では6位を獲得している。
アウグスト＝フォン＝アールスハイド
声 - 小松昌平、島袋美由利（幼少期）
アールスハイド王国の第一王子。通称はオーグ。
王国始まって以来の傑物として名を馳せているが、王位継承者という堅苦しい立場やその地位に媚びる者を嫌う。従兄弟感覚で接してきたシンを気に入り、親友として接する一方、常に色々やりすぎる彼のブレーキ役も務めている。
普段は王族らしい品行方正な振る舞いをするが、親しい者には本来のいたずら好きな本性を見せ、からかう行動をする。幼少期からの人何倍の努力によってシンとは対照的に思慮深く、冷静に物事を認識し、常に最適な言動を心掛けている。一方で本気で怒った際の表情と荒々しい態度は、特殊作戦に選ばれる精鋭さえ震え上がらせる程に凄絶。
魔人領攻略作戦では災害級諸々の魔物を雷の魔法の一撃で倒し、兵士たちから「雷神」と呼ばれることになる。
シンからは「悪戯と悪ノリ好きの腹黒王子」と認識されている。
マリア＝フォン＝メッシーナ→マリア＝ゼニス
声 - 若井友希
メッシーナ伯爵の二女でシシリーの友人。やや勝ち気な性格で少々短慮な面もある。
魔法学院の入試成績はオーグに次ぐ第3位で、女性陣の中ではトップ。美少女ではあるがあまりモテず、周りがカップルだらけという状況に辟易している。シシリーのことは大事に想っているが、余計なお節介を焼いてしまうこともある。
魔人領攻略戦では圧倒的な力で魔物を倒したことから、「戦乙女」の二つ名が付いた。
その後、カルタス＝ゼニスと結婚した。
マーリン＝ウォルフォード
声 - 屋良有作
シンの養祖父にして、世界中でその名を知らない者がいないほどの偉大な「賢者」。『Extra Story』では主人公を務める。
かつては荒々しい言動・風貌で世界を恐怖に陥れた魔人を征伐した実力者だが、かつての盟友にして元妻のメリダには頭が上がらない。メリダとは対照的に、シンには非常に甘い。
父を早くに亡くして母子家庭で育ち、中等学院卒業後は母を養うために自立するつもりだったが、亡父の夢を叶えて欲しいという母への親孝行として高等魔術学院に進学した。入学時点で教師をも上回る実力を有していたために退屈さから授業をサボるなど素行は悪かったが、メリダと交際を始めてから多少は大人しくなって卒業後に結婚し、魔物ハンターとして生計を立てる。
しかし、魔人化した親友カイルの討伐によって「賢者」と英雄視されるようになってからは世間に嫌気が差し、母サンドラの死を機に家族を連れて諸国を放浪する生活を送る。その最中、成人してまもない息子スレインとの死別という悲劇を経験し、メリダと離縁して森の奥深くで隠居していた。
老齢になったある日、魔物に襲われた馬車の中から赤子として転生したシンを見つけ、孫として育て上げた。その際に好々爺といった振る舞いを自らに課し、最初はスレインのことも踏まえて自分の身を自分で守れるようにと魔法を教えていたが、知識を次々に吸収していくシンの成長見たさに魔法ばかりを仕込んだため、常識を教えることを忘れてしまい、シンが自重しない原因となった。
メリダ＝ボーウェン
声 - 高島雅羅
マーリンの元妻でシンの養祖母。魔道具の発展に寄与した偉人で「導師」の二つ名を持つ。
普段は温厚だが、超がつくほど生真面目で常識人。無茶苦茶なことや道理に反することには怒りを露わにすることがお決まりで、過去の経歴ゆえに大国の国家元首でさえも彼女には頭が上がらない。シンにはマーリンよりも厳しく接しているが、自身もシンに対して過保護な面がある。なお、養曾孫のシルバーには潤沢な資産から玩具を買い与えるなど激甘。
『Extra Story』ではヒロインを務める。若いころから「魔道具=攻撃専門」という考え方に疑問を持っており、魔道具の新たな可能性を模索していた。高等魔法学院の同期だったマーリンとは性格が合わず口喧嘩ばかりだったが、彼の家庭事情や窮地に陥った際の勇ましい面を知ったことで好意を抱き、卒業後に結婚する。しばらくはマーリンと共に魔物ハンターをして生計を立てていたが、スレインを妊娠してからは魔道具開発に専念し、生活を補助するための魔道具を多数開発した。家族でアールスハイドを出た後は、押しかけてきたディセウムに加え、道中で拾ったエカテリーナとアーロンの3人を弟子にとり厳しく育て上げたことから、3人にはマーリン以上に畏怖されている。

### 賢者の関係者
スレイン＝ウォルフォード
マーリンとメリダの一人息子。
両親の魔法の才能を受け継ぎ、成人後はアールスハイド魔法学院に合格しながらも入学を辞退し、両親とその弟子たちと共に旅をしながら魔道具師を志していたが、旅の途中戦った竜の魔物に致命傷を負わされ若い命を散らせた。
ディセウム＝フォン＝アールスハイド
声 - 星野充昭
アールスハイド王国国王。オーグの父。
かつて魔人討伐の際にマーリンとメリダに救われて以来2人を敬愛しており、ウォルフォード一家が王国を去るときには「王国とのパイプを維持すること」を建前にして旅に同行していた。マーリンが隠居してからも相談や日頃の愚痴をこぼしに訪れている。
シンには成人するまで長らく素性を話しておらず、親戚感覚で「ディスおじさん」と呼ばれている。
ミッシェル＝コーリング
声 - 川原慶久
元騎士団長で、かつて剣聖と呼ばれた男。初等学院時代に無茶をして魔物に襲われた際に高等魔法学院時代のマーリンとメリダに助けられたことがある。現役時代にはディセウムの護衛としてウォルフォード家の旅に同行しており、二つ名は旅を終えた後で賜った。
シンの武術の師。
トム＝ハーグ
声 - 最上嗣生
ハーグ商会代表を務める商人。コリンの父。隠居中のマーリンに商品を卸していた縁からシンとも親しい。
スティーブ、マリーカ、コレル
声 - 伊原正明、難波祐香、広瀬淳
王都にあるウォルフォード邸の使用人たち。スティーブが執事長、マリーカがメイド長、コレルが料理長を務める。シンたちが田舎から出てくるにあたり、彼らを含む十数名の使用人がディセウムの手配により勤務している。
エカテリーナ＝フォン＝プロイセン
イース神聖国教皇を務める女性。
かつて「聖女」として崇められていた敬虔な神聖教徒だが、性格は気さくで友好的。一方で聡明であり、シンへのわずかな質問から彼の素性に疑念を抱きつつも、敵ではないと判断し世界平和のために利用するなど腹黒い面もある。
若い頃はイースを出て一人で修行の旅をしていたが、路頭に迷っているところを見かねたメリダに弟子として迎えられ、ディセウムやアーロンと共にしごかれた。スレインとは旅を続けるうちに愛し合うようになったが、婚約して間もなく彼を喪い、イースに帰った後は独身を強いられて今に至る。
旧帝国への出陣式の際、連合軍の意思統一のため、シンを「神の御使い」として担ぎ上げるが、彼の政治利用に激怒したメリダにお仕置きされる羽目になっただけでなく、ダーム軍の暴走を招くことになってしまう。
度々シンには「おかあさん」、シルバーには「ばあば」と呼ぶように迫り、シルバーへの刷り込みは成功している。
アーロン＝ゼニス
エルス自由商業連合国大統領。メリダの弟子の一人。カルタスの父。元々は駆け出しの行商人だったが、メリダに師事して交渉術などを学び、独り立ちする際に貰った彼女の魔道具の権利を元手に商人として成功を収めた。メリダの弟子の中で1番厳しく指導されたため、メリダを非常に恐れている。

### アルティメット・マジシャンズ
リン＝ヒューズ
声 - 山口愛
父親が宮廷魔術師。メガネを掛けた寡黙だが、やや天然な少女。物静かな雰囲気だが、派手な魔法の攻撃を好など過激な性格。魔力制御が苦手で魔法を暴発させることが多く、後に「暴走魔法少女」の二つ名を賜る。「魔法少女キューティースリー」でブルーをしている。
アリス＝コーナー →アリス＝フォン＝クロード
声 - 久保田未夢
平民出身。小柄で元気な少女。
ゲートの魔法を習得した翌日にパジャマのまま学園に来たり、スカートを穿いていることを忘れて大ジャンプし、恥ずかしい想いをするなどドジな一面がある。
父のグレンはハーグ商会で経理を担当しており、後にウォルフォード商会の代表に抜擢されている。二つ名は「殲滅魔法少女」。「魔法少女キューティースリー」でレッドをしている。
高等魔法学院卒業後、仕事上でロイスとの交流が増えたことから互いに意識するようになり、シシリーたちの懐妊発覚と同時期に婚約する。3年後、スコールという子供が生まれた。子爵夫人としての礼節の仮面を苦労して身に着けたが、気を抜いた本性とのギャップは｢二重人格｣などと友人達のからかいと爆笑のネタにされている。
ユーリ＝カールトン →ユーリ＝コスタ
声 - 長妻樹里
親がホテルを経営している。おっとりした性格と、豊満なボディが特徴で何故か彼女の制服だけ過剰にボタンを開け、胸を見せている（その上ノーブラの模様）。語尾に「〜」を付ける喋り方をする。魔道具造りの才能があり、メリダ直々の指導により「導師の後継者」の二つ名が付く。
モーガンと結婚してアネットという子供を授かる。
トニー＝フレイド
声 - 小林千晃
長身で女好きな優男で、シン曰く「チャラ男」。実家は騎士の家系だが、男所帯で暑苦しい騎士学院を嫌がり、高成績を保つことを条件に魔法学院に入学した。
戦闘では魔法に加え、剣とジェットブーツを併用した白兵戦を主体としており、魔人領攻略戦ではガランから「魔剣士」の称号を付けられた。
以前は多くの女性と関係を持ちつつも修羅場にならないように上手く立ち回っていたが、真剣に考えた末にリリア＝ジャクソンと恋人になり結婚、アンナという子供を授かる。
トール＝フォン＝フレーゲル
声 - 志田有彩
フレーゲル男爵家の嫡男。銀髪眼鏡で小柄。オーグの護衛役。中性的な容姿であり、本人も気にしている。次期領主としてアルティメット・マジシャンズを半ば引退している。
ユリウス＝フォン＝リッテンハイム
声 - 河本啓佑
短い金髪に青い目の筋肉質、武士口調が特徴。オーグの護衛役。身体強化魔法を得意とする反面、放出系魔法が不得手。次期領主としてアルティメット・マジシャンズを半ば引退している。
マーク＝ビーン
声 - 葉山翔太
Aクラスから究極魔法研究会に参加、後にSクラスに昇格する。家が鍛冶屋「ビーン工房」を経営。
オリビアとは幼馴染で、後に夫婦となる。
オリビア＝ストーン →オリビア＝ビーン
声 - 佐藤沙耶
Aクラスから究極魔法研究会に参加、後にSクラスに昇格する。実家は王都でも評判の食堂「石窯亭」を経営している。
シシリー達と同時期に妊娠が発覚、マークの金髪とオリビアの茶色の目を受け継いだ男の子マックスを出産。3年後、女児ミーナを出産。
ヴァン＝スタイン
クルト出身の新入隊員。学院時代は生徒会長も務めていたり、非常に真面目で努力家。上司に対しては緊張しすぎて気絶しそうなくらいである。
ミネア＝フォード
カーナン出身の新入隊員。魔法学院を卒業し、ハンターとして活動していた女の子で、挑戦できることはとことん興味を持つ。

#### 第二世代
シルベスタ＝ウォルフォード
愛称はシルバー。シンとシシリーの息子。実の両親は魔人であるシュトロームとミリアだが、魔人王戦役で2人が死亡した後、「帝国から見つかった奇跡の生存者」としてウォルフォード家に引き取られた。
シン達の愛情を受けて元気な男の子になり、アルティメット・マジシャンズとの交流とその子供たちの中で1番年上で銀髪の美少年、性格も穏やかで優しく人気者である。幼い頃から魔道具で魔力操作をしていて魔法の才能はある。
「魔王のあとつぎ」では首席で高等魔法学院を卒業、アルティメット・マジシャンズに入団する。
シャルロット＝ウォルフォード
愛称はシャル。シンとシシリーの子供で長女。「魔王のあとつぎ」のメインヒロインになる。
シルバーとは年が離れていてヴィア、マックス、レインとは同い年。高等魔法学院では首席で入学する。
シンに似た黒髪で性格は活発(お転婆)で魔法も感覚的、高等魔法学院に受験するときは「実技で何とかなる」といったがシシリーとメリダの説教で1年間学科に費やされた。以前にシンとマーリンが住んでいた山小屋で宿泊して動物の解体ができるようになるが、治癒魔法は苦手。
ショーン＝ウォルフォード
シンとシシリーの子供で立場では次男。青い髪と優しい顔立ちをしており、性格もおっとり。ノヴァ、スコール、ジョアン、ミーナ、アネット、アンナ、アナベルと同い年。
オクタヴィア＝フォン＝アールスハイド
愛称はヴィア。オーグとエリーの娘。幼少期ではある程度の礼儀作法は習っているが、まだまた知らないことの方が多い。王妃のエリーとは違い、魔導玩具が流行し始めた時期でもあり魔法の才能はある。将来シルバーのお嫁さんになりたいと思っている。
ノヴァク＝フォン＝アールスハイド
愛称はノヴァで、オーグとエリーの長男。
マックス＝ビーン
マークとオリビアの息子。シャル、ヴィア、レインと同い年。ビーン工房の跡取りという決められた、かつ恵まれた将来を積極的に受け入れ、魔法もその一助として励んでいる。
ミーナ＝ビーン
マークとオリビアの長女。母親譲りで包容力高い。
スコール＝フォン＝クロード
アリスとロイスの長男。
アネット＝コスタ
ユーリとモーガンの長女。
アンナ＝フレイド
トニーとリリアの長女。外見は父親似だが中身は母親似。怒ると中等部の幼馴染では1番である。
レイン＝マルケス
ジークフリートとクリスティナの息子。容姿が母親譲りで感情が余り出ない。シンが話した忍者に憧れ、本気で諜報員を志す。
ジョアン＝フォン＝リッテンハイム
ユリウスの子で長男。父と同じ口調をする。
アナベル＝フォン＝フレーゲル
トールの子で長女。愛称はベル、理由はアンナとアナでは聞き間違いをしやすい。

#### 事務担当者
カタリナ＝アレナス
スイードから派遣された女性事務員。実質的な事務員代表。
アルマ＝ビエッティ
ダームから派遣された女性事務員。「アマーリエ」というペンネームで恋愛小説を書いており、若い女性の間でも人気になっている。
イアン＝コリー
カーナンから派遣された男性事務員。
アンリ＝モントレー
クルトから派遣された男性事務員。
ナターシャ＝フォン＝フェルマー
イースから派遣された女性事務員。
カルタス＝ゼニス
エルスから派遣された男性事務員。アーロンの息子。事務員になって３年後、マリアと結婚した。

### アールスハイド王国

#### 三大高等学院の教師・生徒
アルフレッド＝マーカス
声 - 駒田航
アールスハイド高等魔法学院の教師。シンたちSクラスの担任および究極魔法研究会の顧問を務めている。ジークフリードの学生時代の先輩でもある。「魔王のあとつぎ」では高等魔法学院学長となっている。
クライス＝ロイド
声 - 手塚ヒロミチ
アールスハイド騎士養成士官学院の男子生徒で、一年首席。
ミランダ＝ウォーレス
声 - 吉七味。
アールスハイド騎士養成士官学院の女子生徒で、シンたちと同学年。
女性ながら次席の成績で入学しており、他の騎士学院生と同じく魔法学院生を見下していたが、合同訓練でシンたちと組んだ際に自分たちの慢心を知り和解。その後マリアと友人になり、よく行動を共にしている。なお、士官学院の男子生徒は軒並みシシリーに夢中になっているため、恋愛対象として見られない点でマリアと共通している。
シンたちと関わるようになってからはバイブレーションソードを譲り受けており、2年への進級時に首席となり、魔人との決戦の前には数少ない使い手ということで各国の軍への指南役を務めた。
ノイン＝カーティス
声 - 新祐樹
アールスハイド騎士養成士官学院の男子生徒。
ケント＝マクレガー
声 - 濱野大輝
アールスハイド騎士養成士官学院の男子生徒。
アグネス＝フォン＝ドネリー
アールスハイド初等学院の女子生徒で、メイの側仕え。初等部6年生にてシンに魔法の指導を受ける。コリンと結婚してウェンディという娘がいる。
コリン＝ハーグ
アールスハイド初等学院の男子生徒で、トムの息子。初等部6年生にてシンに魔法の指導を受ける。「魔王のあとつぎ」ではハーグ商会の現商会長。

#### 王族・貴族
エリザベート＝フォン＝コーラル
声 - 南雲希美
コーラル公爵家の二女でオーグの婚約者。愛称はエリー。
幼少期に出席した王国貴族の交流会で、他の参加者と違い自身に一切媚び諂わなかった態度をオーグに気に入られ、猛アタックを受けた末に婚約者となった。
自分を無視して、シンやアルティメット・マジシャンズのメンバーとばかり交流を深めるオーグにいら立ちを見せている。腐女子の気があるのか、特にシンとオーグの関係を疑っている。
アルティメット・マジシャンズの夏合宿に同行したが、メイと違い魔法使いの才能はないため特に何も学べなかった。しかし身分を気にしない扱いをメンバーに求めて了承されたため、その交流を楽しんでいる。
常は隙のない振る舞いで｢理想的な淑女｣と評価されているが、素の態度しか知らないシンはその実感を持てずにいる。シシリー達と同時期に妊娠が発覚、薄い金髪とオーグに似た顔立ちの女の子オクタヴィアを出産。3年後には長男ノヴァクを授かる。
メイ＝フォン＝アールスハイド
声 - 雛乃木まや
オーグの妹。天真爛漫な性格でシンを兄のように慕う。『SP』ではヒロインを務める。
メリダのファンだが、オーグの「断られてショックを受ける顔が面白い」という理由で長らく会わせてもらえなかった。
アルティメット・マジシャンズの夏合宿に参加した際、マーリンとメリダから魔法使いの才能を見出されており、シンから高レベルの魔法をいくつも教わっている。まだ幼いためその力を披露する機会に恵まれないことへの反発から、シンに制作してもらったコスチュームを纏った覆面ヒーロー「魔法少女キューティースリー」のイエローとして、王都で人助けをしている。
魔法の才能は抜群だが感覚派で学科が苦手。
高等魔法学院を首席で卒業したあと、アルティメット・マジシャンズに入団。剣術以外のあらゆる技能に長けている。「魔王のあとつぎ」ではスイードの王子エクレールと結婚、アールスハイドの公爵に臣籍降下して、アルティメット・マジシャンズのエースになっている。
ジュリア＝フォン＝アールスハイド
アールスハイド王妃。オーグとメイの母。
福祉事業に熱心に取り組んでおり、気取らず砕けた性格もあって多くの国民から支持されている。
セシル＝フォン＝クロード、アイリーン＝フォン＝クロード
声 - 田坂浩樹（セシル）、岡本麻弥（アイリーン）
シシリーの両親でクロード子爵家当主とその夫人。
シンの身分や素性を受け入れたうえでシシリーとの交際を認め、身内として迎え入れている。
クロード子爵家は女性の方が発言力が強く、子供達にもその風潮が受け継がれている。
ロイス＝フォン＝クロード、セシリア＝フォン＝クロード、シルビア＝フォン＝クロード
シシリーの兄と姉たち。
セシリアとシルビアは魔術学院を経て宮廷魔法師団に所属している。
跡取であるロイスは経法学院を卒業しており、ウォルフォード商会設立後は専務を任されている。魔人王戦役の約2年後、アリスと婚約する。
カレン＝フォン＝クレイン
トールの婚約者。クレイン男爵家令嬢。
トールとは元々可愛がっていた年上の幼馴染であり「カレン姉さん」と呼ばれている。ショーン達と同い年の女児アナベルを出産。
サラ＝フォン＝キャンベル
ユリウスの婚約者。キャンベル伯爵家令嬢。夫を立てる古風な性格だが、身分差を感じないシン達の振る舞いも眩しく感じている。ショーン達と同い年の男児ジョアンを出産。
エクレール＝フォン＝スイード
スイード王国王位継承順位第三位の第三王子だったが、中等学院での魔法実習で高い才能を発揮。中等学院二年生からアールスハイドに留学、伸びた鼻を叩き折られた上で学院でメイと研磨しあい、次席卒業でアルティメット・マジシャンズに入団。現在はメイとお付き合いをしている恋人、兼、婚約者。

#### 平民
ドミニク＝ガストール
声 - 小山剛志
近衛騎士団総長。
ルーパー＝オルグラン
声 - 保村真
魔法師団団長。
デニス＝ウィラー
声 - 島田岳洋
警備局長。
ジークフリード＝マルケス
声 - 金子誠
宮廷魔法師団所属の魔法使い。ディセウムの護衛で隠居中のマーリン宅に出入りしていた頃からシンと面識があり「ジークにーちゃん」と呼ばれている。堅物なクリスとはよく口論になる。長い付き合いが続いた結果、クリスと結婚している。
クリスティーナ＝ヘイデン
声 - 古賀葵
近衛騎士団所属の騎士。同じくディセウムの護衛でマーリン宅に出入りしており、シンには「クリスねーちゃん」と呼ばれている。ノリが軽いジークとはよく口論になる。ジークと結婚、レインという子供を出産。
オルト＝リッカーマン
声 - 狩野翔
警備局捜査官。
リリア＝ジャクソン
トニーの恋人。高等経法学院生。当初はトニーの交友関係の豪華さに戸惑っていた。経法学院を卒業後財務局の官僚試験に合格し、財務官僚になった。卒業後トニーと結婚した。
ハロルド＝ビーン
声 - 坂口候一
マークの父親でビーン工房の当主。元々腕の良い職人を集めた工房として高評価を得ていたが、マークとの縁でシンだけでなく王族・国からの注文を受けるようになり、それに応える品を作り続けた。そうして飛躍的に業績を伸ばし、今や世界一とも言われる巨大工房に成長させた。
モーガン＝コスタ
ビーン工房で働く従業員。後にユーリと結婚。

### エルス自由商業連合国
ウサマ＝ナバル
エルス自由商業連合国外交官。

### クワンロン
ミン＝シャオリン
クワンロンの商人。家業である「竜の皮」の取引を自国で禁止され、交易を求めエルスにやってきた。エルスでシシリーやシンの治癒魔法能力を知り、病の姉を治療するよう依頼する。
後に、クワンロン代表の事務員になる。
リーファン
シャオリンの護衛。シンの指導により、索敵魔法が使えるようになる。

### 自滅した人物
ヘラルド＝フォン＝ブルースフィア
声 - 家中宏
帝国の現皇帝。突出した能力はなく、敵からは選民意識だけの愚物とみなされている。
かつてシュトローム（オリベイラ）を追い落とすために彼の領民たちを扇動し全てを奪った張本人。
ゼストが流した偽情報を鵜呑みにして全軍を率いてアールスハイド侵攻を目論むも、動きを察知し待ち構えていた王国軍の返り討ちに遭い、さらに手薄になった帝都を魔物の大群に蹂躙され、撤退後ゼスト率いる魔人たちによって帝国軍もろとも惨殺された。
アニメ版ではシュトロームによって身動きがとれないまま惨殺された。
ハオ
クワンロンの政治家で外交交渉を担当している。強大な権力と自分勝手極まる人格を持ち、方々に様々な圧力をかけクワンロンを意のままにしている。竜の皮の取引を禁止した張本人で、竜の皮の取引の実権を握り巨万の富を得ることを目論む。
アルティメット・マジシャンズの介入によって目論見を崩されると、部下にも見捨てられ失脚。破れかぶれになり魔石を服用し魔人（咎人）化した末、シンに討伐され死亡する。
ヒイロ＝カートゥーン
ダーム出身でシンと同じ転生者。劣悪な家庭環境から抜け出ようと魔石の粉を摂取して魔法能力を得て武術・軍事部門で立身出世したが、シンに対する嫉妬心から｢民主主義を確立した最初の人物｣という賞賛を求めるようになる。そして王族の自滅を唆した末に国家元首に就いた。
しかし裏社会の人間が議員となりその特権で悪事を働くなど機能する条件を欠いた民主制は迷走、急速に荒廃する状況を全く改善できず心身共に壊れていった。そうした混乱の末にテロ未遂の証拠を掴んだアールスハイドが中心となって国際合意をまとめて王政復古の介入を決定、その作戦で現れたシンとオーグの前での本音の暴露が引き金となって魔人化、シンに討伐され死亡する。

### 魔人

#### 旧帝国の魔人
オリバー＝シュトローム
声 - 森川智之
魔人たちの首魁である色黒の男。世界で初めての完全な理性を持った魔人。
元の名はオリベイラ＝フォン＝ストラディウス。帝位継承権を有していたブルースフィア帝国の公爵で、腐敗する帝国の体制を憂い、アールスハイドに倣い平民第一主義の政策を進めていた。しかし2年前、皇帝の座を狙うヘラルドの罠によって、暴徒化した領民によって身重の妻・アリア（声 - 坂本真綾）を殺害され絶望、魔人化した。
その後は帝国への復讐のためにゼストらを配下に加え、アールスハイドに教師として潜り込み人為的な魔人化実験を行う。カートという成功例を参考に部下や自分に恭順する帝国平民の生き残りを魔人化して帝国を滅ぼしてからは、目的を達成したこともあり、特に何もせず旧帝国領内に留まっている。
性格は一見紳士的だが、魔人化した際に復讐心と僅かばかりの愉悦を除く感情を失っており、目的のためならばどこまでも冷酷に徹する。反面、欲望に溺れない謙虚さと自分も含めた魔人という存在に対する意義を深く考えるなど、かつての聡明さを覗かせることもあり、決して醜悪な人物というわけではない。ただし、魔人化した経緯ゆえに帝国の全てを憎んでいるため、帝国壊滅後は部下の魔人たちにも関心を向けなくなっている。
そしてシルバーが生まれたことで「魔人に繁栄の未来などない」という事実を知ると、全世界に向け宣戦布告を行い人類を滅ぼすことを告げる。最終的に旧帝国の城にてシンと戦い、彼の魔法で消滅した。
ミリア
声 - 大原さやか
シュトロームの部下で紅一点。
外見は金髪のグラマラスな美女。元々は帝国の人間だが、腐敗した帝国に見切りを付け、シュトロームの軍門に下り、魔人化した。
性格は非常に冷静。シュトロームに対して深い忠誠と恋慕を抱いているが、自らもまた彼の憎悪の対象である帝国民だったこともあり、その想いを告げられずにいる。
後に「魔人が子を成せるか否か」という実験をシュトロームと共に行うが、それによって生まれたシルバーの存在がシュトロームに人類殲滅を決断させてしまったことに思い悩む。魔人王戦役終盤ではシュトロームに切り捨てられる形で致命傷を負い、残されたシルバーの行く末をシシリーに託して息を引き取った。
ゼスト
声 - 津田健次郎
シュトロームの部下。
帝国の平民からなる諜報部隊の隊長だったが、自分たちに危険な任務を押し付け待遇の改善もせず私腹を肥やすヘラルドら帝国貴族を見限り、部下たちと共にシュトロームに降った。
部下たちの待遇の改善を上層部に掛け合う・シュトロームから魔人化への誘いを受けた際、部下ではなく自分だけにするように交渉するなど部下たちに対する思いやりは深く、それ故に深く慕われている。元々彼の部下のほとんどが彼に拾われた者達ばかりで部下たちもそのことに恩義を感じており、忠誠心が高い。指揮能力に秀でており、洗脳の類いの魔法などを操ることも可能。書籍版ではダーム他の暴走に関する彼の工作描写が増え、存在感が増している。
アベル
ゼストの部下。白髪の青年。剣技に長け、隠密などの潜入もこなす。性格はクールで沈黙。
ゼストの配下の中でも中心的な存在。気性の荒い魔人の中でも比較的冷静なタイプ。元々は口下手ながらも仲間想いの人物だったが、友人が帝国のため殉死したにもかかわらず、その遺族を支援するどころか金を惜しんで惨殺した帝国に強い恨みを抱き、ゼストに続く形でシュトロームに降った。戦闘の際は剣を使用する。
カイン
ゼストの部下。中性的な外見の青年。戦闘の際は短剣の二刀流を使用する。
アールスハイドに他の魔人よりも一足早く潜入し、シンについての情報を調査する。
ローレンス
声 - 杉山紀彰
ゼストの部下。淡々とした掴み所の無い性格だが、人身掌握に長け、平民の魔人たちを扇動しアルティメット・マジシャンズにぶつける斥候として活動する。
力を得ながらも単純すぎ役に立たない平民魔人に辟易しており、度々愚痴をこぼしている。
サイクス
ゼストの部下。セミロングの男性。普段は軽口を叩く皮肉屋だが、気性が荒く、同じ魔人でも気に入らなければ敵意を向けるほど好戦的な性格。
ダンテ
ゼストの部下。黒髪の長髪の優男であり、魔人達の中ではリオネルに次に高身長。性格は冷静で思慮深い性格。戦闘の際は槍を使用する。
リオネル
ゼストの部下。短髪の巨漢で左頬に傷がある。短気で好戦的な性格。身体強化魔術なしでも高い腕力を持つ。
フィン
ゼストの部下。色黒の男性。元同僚のアベルやダンテをさん付けで呼ぶことから彼らの後輩にあたる。
平民魔人
シュトロームが魔獣を使って旧帝国を滅ぼした際、帝国貴族への憎悪を煽られた結果、彼に恭順し魔人に変えられた平民達。急に強大な力を急に手に入れたことで増長し、気付かないうちに憎悪の対象であった貴族と同様の選民意識が芽生え、世界の支配を目論むようになる。そのためシュトロームと配下たちには早々に見限られ、周辺国の戦力調査の駒として使い潰された。

#### その他の魔人
カート＝フォン＝リッツバーグ
声 - 増岡大介
アールスハイド高等魔法学院Aクラスの生徒。財務局事務次官であるラッセル＝フォン＝リッツバーグ（声 - 土田大）伯爵の嫡男。
オーグ・トール・ユリウスとは中等学院からの同期だったが、教師として潜入していたシュトロームに選民意識を植え付けられた結果傲慢な性格に変化し、シシリーを力ずくで婚約者にしようとする、平民を見下すなど帝国貴族のような振る舞いをするようになった。
高等魔法学院の入学試験でシンに因縁をつけたことによってオーグが介入することになり、報告を受けた父親によって自宅謹慎処分にされるが、カウンセリングと称して訪問してきたシュトロームによってさらに暴走し、憎悪のままシンを襲撃するため学院に行き魔人化してしまう。魔人になってからも辛うじて会話ができる状態にあり、シンは元に戻せるかもしれないと考えたが、魔力を暴発させ周囲に被害を及ぼしかねなかったため、最終的にはシンに討伐された。これに伴い伯爵は責任をとり辞職し、夫人（声 - れいみ）と共に領地に戻った。
カイル＝マクリーン
数十年前に出現した「最初の魔人」。
元々はマーリンの中等学院以来の親友で、彼に匹敵する魔法の技能を持ち、メリダも交えた3人でよく行動を共にしていたが、心の中ではマーリンへの嫉妬とメリダへの思慕を秘めていた。
高等魔術学院を首席で卒業した後は魔法師団に入ったが、小狡い上司に手柄を横取りされ続けて正当な評価を受けることができず、さらにはその上司の失態の責任を負わされるだけでなく婚約者と先輩の裏切りを立て続けに知り、絶望と憎悪を爆発させ魔人化した。魔人化した後は理性を失って暴れまわり、アールスハイドを壊滅寸前にまで追い込むが、その行いを止めるべく立ち塞がったマーリンとメリダによって討伐された。
死後、上司の不正をマーリンとメリダが暴いたことをきっかけに魔法師団内の不正は一掃されたものの、後年にマーリンが取材で明かした当時の真相は、マスコミの都合で「賢者と導師を英雄として称える物語」に脚色され、表沙汰にされなかった。

## 用語解説

### 魔法関連
魔法
大気中に含まれる魔力を操作し、術者のイメージをもとに発動する術。日頃から魔力制御の訓練を行うことで制御可能な魔力量は上がり、より強力な魔法が使えるようになる。イメージをしやすくするために詠唱を行うのが一般的だが、マーリンは元来魔力制御による無詠唱を基本としており、シンも（詠唱が中二病臭く恥ずかしいという側面もあるが）それに倣っている。マーリンやシンの指導により、アルティメット・マジシャンズ全員やアールスハイド魔法師団など、無詠唱を会得する魔法師が増えている。詠唱はイメージしていれば短い言葉でも発動して魔力消費を抑えられるが、応用が利かないため、時と場合によって区別される。
種類は、炎や風を生み出して放つ「放出系魔法」、魔法の力を道具に組み込む「付与魔法」、術者の運動能力を向上させる「身体強化魔法」に大別される。
異空間収納
魔法で作り出した空間に道具を出し入れする魔法。習得が難しく、大人でも使える者はごく一部。
ゲート
シンが開発した空間移動魔法。異なる2つの空間点を直結させるイメージであり、転移ではなくワープに相当する。仕組みを理解したマーリンも習得し、後にシンから教わる形でアルティメット・マジシャンズ全員が習得している。イメージを基にするため、目的地は術者が過去に行ったことのある場所に限られる。ゲートを通過すること自体はその場所と無縁の者でも可能。アルティメット・マジシャンズが組織的になった頃には、秘匿魔法として団員のみに教えられる。
魔力紋（まりょくもん）
魔力の指紋のようなもの。市民証の個人識別に使われている。シンは魔力紋を検知・記録する魔道具を開発している。
魔道具
付与魔法によって魔法の力が込められた道具。現象を言語化して書き込むことで機能するが、素材によってそれぞれ書き込み可能な文字数の制限があったが、付与を施したものを魔物の糸で複数連結させる「回路」を考案し、制限を無くした。発動には魔力を外部から供給するか、魔石を組み込む必要がある。
シンは前世で使っていた日本語（漢字）を使うことにより、文字制限を乗り越えつつ高度な効果を持つ魔道具の作成に成功している。主に装備品が多いが、前世に存在していたもの（温水洗浄便座付きトイレ、健康グッズ、盗聴器など）も作成し、安全な品物は商会を通して一般向けに販売している。
バイブレーションソード
シンが魔法学院入学以前から自作していた魔道具の一つ。刀身に「超音波振動」の効果が込められており、刃を微細に高速振動させることにより、あらゆる物体を簡単に斬ることができる剣である。後にビーン工房で刀身の交換が容易な剣「エクスチェンジソード」を鋳造してもらい、これに付与を行って使用している。エクスチェンジソード自体は、利便性に目をつけたオーグの意向でアールスハイド王国軍の制式装備として導入されている。漫画版では各国に複製されないよう、柄の部分に「付与文字不可視」を付与して見えないようにしている。
ジェットブーツ
シンが魔法学院入学以前から自作していた魔道具の一つ。「空気噴射」の効果が込められた靴で、飛行はできないが高速ダッシュや高所へのジャンプが可能になる。現在はウォルフォード商会で販売しており、魔人領攻略戦ではアールスハイド魔法師団にも騎士団にも導入されている。
戦闘服
アルティメット・マジシャンズのユニフォーム。シンがデザインと付与を、製作はビーン工房が行った。複数の防御魔法が付与されている。
ネックレス
シンが身内全員に贈った魔石付きの常時展開型アクセサリー。「異物排除」の付与により、装着中は毒物をはじめとした異物を受け付けなくなる。アルコールや過剰な栄養素も浄化・排出することから健康に役立つが、妊婦が身に着けると胎児を異物と誤認して流産させてしまう恐れがあり、シシリーたちが懐妊した際には代替として「毒物排除」と「自動防御」を付与したペンダントが開発された。
通信機
遠くの人と会話できる魔道具。初期型は糸電話のような形で、シンがコップに「音声送受信」を付与し、魔物化した大蜘蛛の糸を通信線として接続することにより、通信が可能となった。後に魔石を組み込んだ無線型も開発し、アルティメット・マジシャンズおよび各国首脳や軍部に配布された。
呪符
クワンロンで作られた魔道具。魔石を細かく砕いたものと墨を混ぜ合わせて作り、魔力で一度起動すれば魔石の魔力がなくなるまで持続する。
市民証
この世界の人々が持つ身分証明証。各都市に設置されている作成装置から発行される。所有者の氏名に加え、魔物の討伐実績記録、銀行のキャッシュカードも兼ねている。偽造防止を含めた複雑な付与が施されており、シンですら干渉を躊躇するほど。また、市民所の発行・更新登録履歴も調べられる。
開発者のマッシータはシンよりも前の時代に生きていた日本からの転生者であり、遺された文献や市民証の仕組みを知ったシンは「前世ではシステムエンジニアだったのではないか」と推測している。
魔道玩具
シンが子供用に作った色々な魔道具。前世の知識を用いたほか、シルバーたちにも手伝ってもらっている。幼い頃から魔道具に触れていれば人為的に魔法が発現することをオーグと観察・検証し、世界中に魔法使いが多く生み出される起因になった。
魔物
動物が魔力制御を誤り暴走させた末に至る状態。目が赤くなるといった共通点がある。基本的な姿は元のままだが、動物としての本能はさらに狂暴化するうえに体躯も巨大化することが多く、大きさ・魔力の暴走量により、単体でも災害扱いされるほどの脅威とされている。そういったように性質が変わってしまうことから肉は食べられないが、爪や牙、毛皮などは魔道具の素材として売り物になる。
魔人
人間が魔物と同様の経緯を経て変貌する存在。魔力制御量が増大し、強力な魔法を無詠唱で扱えるなど、単体でも魔物以上の脅威となるほか、理性を失って暴走するか理性を残しつつも常人から外れた精神性に変化する。外見上の特徴は赤く染まった目だが、肉体そのものは人間から逸脱しておらず、魔人同士が交わっても生まれてくる子は人間であるため、一種族としての繁栄は望めない。
クワンロンでは「咎人」と呼ばれている。
魔石
魔力の結晶体。魔道具に組み込むことで永続的に起動状態を保つことができる。通常は地層の奥深くで高圧力と熱によって長い時間をかけて生成され、火山に近い鉱山でまれに採掘される。生成条件が長らく解明されておらず希少で高価だったが、シンが魔法で人工的に生成したことにより、条件が証明された。
なお、粉末化させて体内に取り込むと、上記の経緯を経ずとも魔人化する危険性がある。

### 国家
アールスハイド王国
シンが属する大国のひとつ。貴族と平民という身分制度こそあるが差別は概ね解消されており、逆に貴族位は多大な能力・責務を課す罰ゲームじみた激職となっている。恋愛も自由だが、貴族にとっての男女交際は基本的に将来的な結婚を前提としている。国旗にはシンボルとして「金色のドラゴン」が描かれている。
三大高等学院
王国が運営する3つの学院の総称。いずれも未来の武官や文官候補を育成する完全実力主義の狭き門であり、入学できるのは各校毎年100人ずつとなっている。学院では貴族が権力を振りかざす事は厳禁である。
「高等経法学院」
三大高等学院の一つで、経済や法律を教える。制服は｢知性｣の緑。
「騎士養成士官学院」
三大高等学院の一つで、剣による戦闘を教える。制服は｢熱血｣の赤。
「高等魔法学院」
三大高等学院の一つで、魔法を教える。制服は｢冷静｣の青。実力でクラス分けがされていて、Sは10名の少数精鋭、残りはA、B、Cの各30名ずつであり、在学中の成績によっては進級の際にクラス替えも生じる。シンたちの学年については、アルティメット・マジシャンズ結成後メンバー12名がSクラスとして別格扱いになっている。
アルティメット・マジシャンズ
シンを中核とした魔法使いの戦闘部隊。原型はシンの魔法学院入学当初に「強すぎるシンの魔法を研究し勉強しよう」という趣旨で発足した「究極魔法研究会」であり、Sクラス10名と他クラスからの参加希望者から絞られたマークとオリビアの計12名で構成されている。後にマークとオリビアもSクラスへ編入された。
現名称はオーグの立太子の儀式にて急なお披露目となった際、他に案がなかったシンがとっさに口にしたもので、名付けた当人も恥ずかしく思っている。
シンをはじめとして災害級の魔物や魔人を単独で討伐できるだけの実力者たちが揃っており、その強すぎる力ゆえに、特定の国家に属さず世界平和のために力を用いる旨の世界会議の取り決めが行われた。
事務所を設立し、次世代を育成する下部組織も設立、現在進行で各国選りすぐりの魔法使いから厳選した上で、高難度任務を果たせる人材を育てている。
ブルースフィア帝国
王国と勢力を二分する大国。国のトップである皇帝は世襲制でなく、帝位継承権を持つ帝国公爵家当主の中から選挙によって選出される。
帝国貴族のほとんどは選民意識を持っており、平民を自分の私腹を肥やすための道具としか見ていない。
シュトローム配下の魔人・魔物軍団により国土を蹂躙され、生き残った平民も、シュトロームに恭順し魔人化された者以外貴族共々皆殺しにされ実質滅亡する。以降は諸国から「旧帝国」と呼称されている。
現状、住民すらなく、建物だけが残った状態で旧帝城には中央公園になり、真ん中には『魔人王戦役最終決戦の地』という記念碑や慰霊碑なども建っている。
イース神聖国
創神教の総本山。
エルス自由商業連合国
商業を主流とする共和制国家。貴族や王族が存在せず商人の中から知事や大統領を選出している。
クワンロン
エルスの東側の山脈を超えた先の大砂漠を超えた先の国。通常の移動手段ではエルスから1年は要するという地理的条件ゆえ、一番近いエルスですら交流は殆どない。
砂漠地帯に前文明の遺跡があり、幾つかの魔道具は発掘されたものである。

## 既刊一覧

### 小説
- 吉岡剛（著）・菊池政治（イラスト）、KADOKAWA〈ファミ通文庫〉、全20巻
本編（全17巻）
  1. 『賢者の孫 常識破りの新入生』2015年8月11日初版発行（7月30日発売[24]） エラー: 日付が正しく記入されていません。（説明）。ISBN 978-4-04-730586-1。
  2. 『賢者の孫2 破天荒な新英雄』2015年11月11日初版発行（10月30日発売[25]）　 エラー: 日付が正しく記入されていません。（説明）。ISBN 978-4-04-730766-7。
  3. 『賢者の孫3 史上最強の魔法師集団』2016年3月11日初版発行（2月29日発売[26]） エラー: 日付が正しく記入されていません。（説明）。ISBN 978-4-04-730977-7。
  4. 『賢者の孫4 天下無双の魔王降臨』2016年8月10日初版発行（7月30日発売[27]） エラー: 日付が正しく記入されていません。（説明）。ISBN 978-4-04-734219-4。
  5. 『賢者の孫5 狂瀾怒濤の三国会談』2016年11月30日初版発行（同日発売[28]） エラー: 日付が正しく記入されていません。（説明）。ISBN 978-4-04-734349-8。
  6. 『賢者の孫6 英姿颯爽の神使降誕』2017年3月30日初版発行（同日発売[29]） エラー: 日付が正しく記入されていません。（説明）。ISBN 978-4-04-734540-9。
  7. 『賢者の孫7 豪勇無雙の英雄再臨』2017年9月30日初版発行（同日発売[30]） エラー: 日付が正しく記入されていません。（説明）。ISBN 978-4-04-734777-9。
  8. 『賢者の孫8 遊嬉宴楽の英雄生誕祭』2018年3月30日初版発行（同日発売[31]） エラー: 日付が正しく記入されていません。（説明）。ISBN 978-4-04-735053-3。
  9. 『賢者の孫9 驚天動地の魔人襲来』2018年12月29日初版発行（同日発売[32]） エラー: 日付が正しく記入されていません。（説明）。ISBN 978-4-04-735427-2。
  10. 『賢者の孫10 不撓不屈の魔王さま』2019年6月29日初版発行（同日発売[33]） エラー: 日付が正しく記入されていません。（説明）。ISBN 978-4-04-735671-9。
  11. 『賢者の孫11 一騎当千の新英雄』2019年10月30日初版発行（同日発売[34] エラー: 日付が正しく記入されていません。（説明）。ISBN 978-4-04-735758-7。
  12. 『賢者の孫12 合縁奇縁な仲間たち』2020年3月30日初版発行（同日発売[35]） エラー: 日付が正しく記入されていません。（説明）。ISBN 978-4-04-736024-2。
  13. 『賢者の孫13 雷轟電撃の魔竜討伐』2020年9月30日初版発行（同日発売[36]） エラー: 日付が正しく記入されていません。（説明）。ISBN 978-4-04-736186-7。
  14. 『賢者の孫14 栄耀栄華の新世界』2021年3月30日初版発行（同日発売[37]） エラー: 日付が正しく記入されていません。（説明）。ISBN 978-4-04-736507-0。
  15. 『賢者の孫15 和気藹々な乙女たち』2021年9月30日初版発行（同日発売[38]） エラー: 日付が正しく記入されていません。（説明）。ISBN 978-4-04-736780-7。
  16. 『賢者の孫16 四面楚歌の転生者』2022年2月28日初版発行（同日発売[39]） エラー: 日付が正しく記入されていません。（説明）。ISBN 978-4-04-736930-6。
  17. 『賢者の孫17 永遠無窮の英雄譚』2022年11月30日初版発行（同日発売[40]） エラー: 日付が正しく記入されていません。（説明）。ISBN 978-4-04-737234-4。

外伝（全3巻）
  1. 『賢者の孫 Extra Story 伝説の英雄達の誕生』2017年11月30日発売[41] エラー: 日付が正しく記入されていません。（説明）。ISBN 978-4-04-734888-2。
  2. 『賢者の孫 Extra Story2 張子の英雄』2018年7月30日発売[42] エラー: 日付が正しく記入されていません。（説明）。ISBN 978-4-04-735227-8。
  3. 『賢者の孫SP おうじょさま奮闘記』2019年3月30日発売[43] エラー: 日付が正しく記入されていません。（説明）。ISBN 978-4-04-735551-4。

### 漫画
- 吉岡剛（原作）・菊池政治（キャラクター原案）・緒方俊輔（漫画） 『賢者の孫』 KADOKAWA〈カドカワコミックス・エース〉、既刊27巻（2025年8月7日現在）
  1. 2016年11月26日初版発行（同日発売[44]）、ISBN 978-4-04-105036-1
  2. 2017年2月25日初版発行（同日発売[45]）、ISBN 978-4-04-105536-6
  3. 2017年4月26日初版発行（4月25日発売[46]）、ISBN 978-4-04-105537-3
  4. 2017年7月26日初版発行（7月25日発売[47]）、ISBN 978-4-04-105786-5
  5. 2017年10月26日初版発行（10月24日発売[48]）、ISBN 978-4-04-105787-2
  6. 2018年2月2日初版発行（同日発売[49]）、ISBN 978-4-04-105789-6
  7. 2018年7月4日初版発行（7月3日発売[50]）、ISBN 978-4-04-106931-8
  8. 2018年10月4日初版発行（同日発売[51]）、ISBN 978-4-04-106932-5
  9. 2018年12月29日初版発行（同日発売[52]）、ISBN 978-4-04-106933-2
  10. 2019年3月30日初版発行（同日発売[53]）、ISBN 978-4-04-106934-9
  11. 2019年4月26日初版発行（同日発売[54]）、ISBN 978-4-04-108121-1
  12. 2019年9月10日初版発行（同日発売[55]）、ISBN 978-4-04-108122-8
  13. 2020年2月4日初版発行（同日発売[56]）、ISBN 978-4-04-108123-5
  14. 2020年7月10日初版発行（同日発売[57]）、ISBN 978-4-04-108124-2
  15. 2020年10月10日初版発行（同日発売[58]）、ISBN 978-4-04-109900-1
  16. 2021年2月10日初版発行（同日発売[59]）、ISBN 978-4-04-109917-9
  17. 2021年7月9日初版発行（同日発売[60]）、ISBN 978-4-04-111470-4
  18. 2021年11月10日初版発行（11月9日発売[61]）、ISBN 978-4-04-111471-1
  19. 2022年3月10日初版発行（同日発売[62]）、ISBN 978-4-04-111472-8
  20. 2022年9月9日初版発行（同日発売[63]）、ISBN 978-4-04-112620-2
  21. 2023年2月10日初版発行（同日発売[64]）、ISBN 978-4-04-113256-2
  22. 2023年6月10日初版発行（6月9日発売[65]）、ISBN 978-4-04-113697-3
  23. 2023年12月8日初版発行（12月7日発売[66]）、ISBN 978-4-04-114242-4
  24. 2024年4月9日発売[67]、ISBN 978-4-04-114643-9
  25. 2024年10月10日発売[68]、ISBN 978-4-04-115271-3
  26. 2025年3月10日発売[3]、ISBN 978-4-04-115798-5
  27. 2025年3月10日発売[69]、ISBN 978-4-04-116417-4

- 吉岡剛（原作）・菊池政治（キャラクター原案）・清水ケイスケ（漫画） 『賢者の孫 Extra Story』 KADOKAWA〈カドカワコミックス・エース〉、全7巻
  1. 2019年3月30日初版発行（同日発売[70]）、ISBN 978-4-04-108016-0
  2. 2020年2月4日初版発行（同日発売[71]）、ISBN 978-4-04-108017-7
  3. 2020年10月10日初版発行（同日発売[72]）、ISBN 978-4-04-109924-7
  4. 2021年7月9日初版発行（同日発売[73]）、ISBN 978-4-04-111468-1
  5. 2022年3月10日初版発行（同日発売[74]）、ISBN 978-4-04-112276-1
  6. 2023年2月10日初版発行（同日発売[75]）、ISBN 978-4-04-113255-5
  7. 2024年4月9日初版発売[76]、ISBN 978-4-04-114241-7
- 吉岡剛（原作）、菊池政治・緒方俊輔（キャラクター原案）・西沢秀二（漫画） 『賢者の孫SP』KADOKAWA〈カドカワコミックス・エース〉、全4巻
  1. 2020年2月4日初版発行（同日発売[77]）、ISBN 978-4-04-109051-0
  2. 2020年10月10日初版発行（同日発売[78]）、ISBN 978-4-04-109928-5
  3. 2021年7月9日初版発行（同日発売[79]）、ISBN 978-4-04-111469-8
  4. 2022年9月9日初版発行（同日発売[80]）、ISBN 978-4-04-112275-4
- 吉岡剛（原作）・菊池政治・緒方俊輔（キャラクター原案）・石井たくま（漫画） 『賢者の孫SS』 KADOKAWA〈カドカワコミックス・エース〉、全3巻
  1. 2020年7月10日初版発行（同日発売[81]）、ISBN 978-4-04-109474-7
  2. 2021年2月10日初版発行（同日発売[82]）、ISBN 978-4-04-109475-4
  3. 2021年11月9日発売[83]、ISBN 978-4-04-112111-5

### 関連書籍
- 『賢者の孫 菊池政治画集』2019年3月30日発売[84]、ISBN 978-4-04-735549-1

## テレビアニメ
2017年9月にアニメ化企画進行中であることが、2018年9月にテレビアニメ化がそれぞれ発表され、2019年4月から6月まで朝日放送テレビ・TOKYO MXほかにて放送された。

### スタッフ
- 原作 - 吉岡剛[14]
- キャラクター原案 - 菊池政治、緒方俊輔
- 監督 - 田村正文[4]
- シリーズ構成 - 髙橋龍也[4]
- キャラクターデザイン・総作画監督 - 澤入祐樹[4]
- モンスターデザイン - 青木慎平[87]
- 美術監督 - 三宅昌和[14]
- 美術設定 - 三宅早織、上垣裕起子
- 色彩設計 - 重冨英里[14]
- 撮影監督 - 佐藤敦[14]
- 3D監督 - 小笠原努
- 編集 - 瀧川三智[14]
- 音響監督 - 土屋雅紀[14]
- 音響制作 - グロービジョン[14]
- 音楽 - 大谷幸[14]
- 音楽制作 - エイベックス・ピクチャーズ[14]
- プロデューサー - 立崎孝史[87]、梅田和沙[87]、岩崎大介[87]、熊本統夫[87]、飯塚彩[87]、鶴田美栄子[87]、大和田智之[87]、松村一人[87]、川島誠一[87]
- アニメーションプロデューサー - 清水優人[87]
- アニメーション制作 - SILVER LINK.[4]
- 製作 - 賢孫製作委員会（KADOKAWA、ABCアニメーション、ドコモ・アニメストア、創通、AT-X、SILVER LINK.、ソニー・ミュージックソリューションズ、日本BS放送、エイベックス・ピクチャーズ、グロービジョン）[14]

### 主題歌
「アルティメット☆MAGIC」
i☆Risによるオープニングテーマ。作詞は廣瀬祐輝、金子麻友美、作曲は廣瀬祐輝、編曲は久下真音。
「圧倒的Vivid Days」
吉七味。によるエンディングテーマ。作詞は織田あすか、作曲・編曲は都丸椋太。

### 各話リスト
| 話数   | サブタイトル           | 脚本     | 絵コンテ          | 演出              | 作画監督                                                                                  |
| ------ | ---------------------- | -------- | ----------------- | ----------------- | ----------------------------------------------------------------------------------------- |
| 第1話  | 世間知らず、王都に立つ | 髙橋龍也 | 田村正文          | 田村正文          | 佐藤香織 水﨑健太                                                                         |
| 第2話  | 常識破りの新入生       | 髙橋龍也 | 田村正文          | 田村正文          | 今田茜 船越麻友美 寿夢龍 森本明慧                                                         |
| 第3話  | 緊急事態発生！         | 雑破業   | 田村正文          | ほりうちゆうや    | 佐藤香織 本田創一 重国浩子 船越麻友美 水﨑健太                                            |
| 第4話  | 黒幕の名は             | 雑破業   | 福田潤            | 五味伸介          | 澤入祐樹 佐藤香織 水﨑健太 船越麻友美 久松沙紀 青木真理子 松浦里美                        |
| 第5話  | 破天荒な新英雄         | 雑破業   | 西田正義          | 伊部勇志          | 今田茜 寿夢龍 久松沙紀 永井里奈 秋田英人 前原薫                                           |
| 第6話  | 開戦と合同訓練         | 雑破業   | ワタナベシンイチ  | 田村正文 伊部勇志 | 佐藤香織 澤入祐樹 船越麻友美 水﨑健太                                                     |
| 第7話  | 合宿に行こう！         | 髙橋龍也 | 田村正文          | 伊部勇志          | 佐藤香織 水﨑健太 今田茜 井上美香 田村正文                                                |
| 第8話  | 星空の誓い             | 髙橋龍也 | 川村賢一          | 田村正文          | 水﨑健太 久松沙紀 重国浩子 上西麻耶 佐藤香織 澤入祐樹 田村正文                            |
| 第9話  | 孫と魔道具と婚約披露   | 雑破業   | 西田正義 田村正文 | ほりうちゆうや    | 澤入祐樹 佐藤香織 今田茜 水﨑健太 山本月穂 田村正文                                       |
| 第10話 | 滅亡する帝国           | 雑破業   | 西田正義          | 五味伸介          | 澤入祐樹 五味伸介 佐藤香織 水﨑健太 久松沙紀 髙野菜央 重国浩子 田村正文                   |
| 第11話 | 史上最強の魔法師集団   | 髙橋龍也 | 西田正義 田村正文 | 伊部勇志          | 佐藤香織 水﨑健太 久松沙紀 前嶋弘史 木下由美子 髙野菜央 山本月穂 金正男 工藤公聖 田村正文 |
| 第12話 | そして、世界へ…        | 髙橋龍也 | 田村正文          | 田村正文          | 水﨑健太 久松沙紀 佐藤香織 山本月穂 髙野菜央 田村正文                                     |

### 放送局
| 放送期間                | 放送時間                     | 放送局         | 対象地域   | 備考                                 |
| ----------------------- | ---------------------------- | -------------- | ---------- | ------------------------------------ |
| 2019年4月10日 - 6月26日 | 水曜 23:30 - 木曜 0:00       | AT-X           | 日本全域   | 製作参加 / CS放送 / リピート放送あり |
| 2019年4月11日 - 6月27日 | 木曜 2:16 - 2:46（水曜深夜） | 朝日放送テレビ | 近畿広域圏 | 『水曜アニメ〈水もん〉』第1部        |
|                         | 木曜 23:30 - 金曜 0:00       | TOKYO MX       | 東京都     |                                      |
|                         |                              | BS11           | 日本全域   | 製作参加 / BS放送 / 『ANIME+』枠     |

| 配信開始日    | 更新時間                       | 配信サイト |
| ------------- | ------------------------------ | --- |
| 2019年4月11日 | 木曜 0:00（水曜深夜） 更新     | dアニメストア |
| 2019年4月18日 | 木曜 0:00（水曜深夜）以降 更新 | Netflix Amazonプライム・ビデオ AbemaTV ビデオパス J:COMオンデマンド ひかりTV Hulu バンダイチャンネル U-NEXT アニメ放題 FOD あにてれ Rakuten TV ビデオマーケット DMM動画 PlayStation Video HAPPY!動画 ムービーフル |
| 2019年4月21日 | 土曜 0:00（金曜深夜）以降 更新 | GYAO! niconico |

### BD / DVD
| 巻 | 発売日        | 収録話         | 規格品番  | 規格品番   |
| 巻 | 発売日        | 収録話         | BD        | DVD        |
| -- | ------------- | -------------- | --------- | ---------- |
| 1  | 2019年7月24日 | 第1話 - 第4話  | KAXA-7751 | KABA-10691 |
| 2  | 2019年8月23日 | 第5話 - 第8話  | KAXA-7752 | KABA-10692 |
| 3  | 2019年9月25日 | 第9話 - 第12話 | KAXA-7753 | KABA-10693 |

## ゲーム
キック・アスにより、iOS/Android用ゲーム『賢者の孫 究極魔法伝説（レジェンドオブアルティメットマジシャンズ）』が、2020年2月26日より2022年3月31日まで配信された。